# آهنربای مولکولی
آهنرباهای مولکولی خاصیتی از مواد فرو مغناطیس می‌باشد. این خاصیت در موادی که دارای چگالی پایین، شفافیت، عایق الکتریکی است و در دماهای پایین ساخته می‌شوند بیشتر است.
اساساً همهٔ پدیده‌های مغناطیسی مشترک همراه با انتقال معمولی فلز و آهنرباهای خاکی کمیاب را می‌توان در آهنرباهای مولکولی یافت.

## شرح و هدف
آهنرباهای مولکولی از راه‌های متفاوتی در مواد به وجود می آید.
اکثر مواد مغناطیسی سنتی شامل فلزات خالص (آهن نیکل کبالت) یا اکسیدهای فلزات (cro2) با اسپین آهای الکترونی جفت نشده‌ای که در اربیتال‌های d یا f مولکول‌های آن‌ها هستند
این آهنرباهای مولکولی سازهٔ بلوک‌های ساختمانی مولکولی در طبیعت هستند. این بلوک‌های ساختمانی یا مولکول‌های کاملاً آلی، ترکیبات هماهنگ یا ترکیبی از هردو است. در این مورد الکترون‌های جفت نشده شاید در اربیتال d یا f در اتم فلز جدا شده قرار بگیرد، همین‌طور ممکن است در اوربیتال‌های بسیار موضعی s p و همچنین در گونه‌های کاملاً آلی قرار گیرند. مانند آهنرباهای متداول، ان‌ها ممکن است به عنوان سخت یا نرم طبقه‌بندی شوند. یکی دیگر از ویژگی‌های متمایز آهنرباهای مولکولی این است که از طریق تکنیک‌های راه حلی دماهای پایین در مقابل درجه حرارت بالا، پردازش متالورژی یا آبکاری فراهم می آید. (در مورد فیلم‌های نازک مغناطیسی). این یک سازگاری شیمیایی شبکه‌های ساختاری مولکولی را برای تنظیم خواص مغناطیسی قادر می‌سازد. مواد خاص شامل آهنرباهای صرفاً آلی از رادیکال‌های آلی ساخته شده‌است.
آهنرباهای مولکولی از تأثیر جهت اسپین ذاتی مولکولی ناشی می‌شود و می‌تواند بخش حجم فرومغناطیس را و رفتار فرومغناطیس با دمای بحرانی واقعی را نمایش دهد. در این مورد با آهنرباهای تک مولکولی مقایسه می‌شوند که اساساً پارا مغناطیس فوق‌العاده هستند (نمایش دمای مسدود کردن در مقابل دمای بحرانی واقعی) این دمای بحرانی نشان دهنده نقطه‌ای است که در آن مواد از یک پارامغناطیس به حجمی از آهنربا تغییر می‌یابد و می‌توان با حساسیت ac آن را آشکارسازی کرد و گرمای ویژهٔ آن را اندازه‌گیری نمود.

## تاریخچه
اولین ترکیب و خصوصیات آهنربای مولکولی به وسیلهٔ wickman و co-workers انجام شد و آن ترکیبی از diethyldithiocarbamate-Fe(III) chloride بود

## تئوری
مکانیسم‌هایی که آهن‌ربا مولکولی تثبیت شده و نمایش گشتاور مغناطیسی شبکه، کاملاً متفاوت از آهنربای فلزی و سرامیکی سنتی و در حال حاضر است. برای آهن‌ربای فلزی، الکترون جفت نشده از طریق اثر اتومکانیک کوانتومی (تبادل نامیده می‌شود) ردیف می‌شوند. (هم تراز می‌شوند) از طریق راهی که در آن الکترون‌ها اوربیتال باند رسانش را پر می‌کنند. برای بسیاری از آهن‌رباهای سرامیکی مبتنی براکسید، الکترون جفت نشده در مرکز فلزها ردیف می‌شوند (هم تراز می‌شوند) از طریق اتصال دهنده اکسید دیا مغناطیسی (superexchangeنامیده می‌شوند). گشتاور مغناطیسی در آهنرباهای مولکولی به‌طور معمول توسط یک یا بیشتر ازسهم مکانیسم اصلی تثبیت می‌شود.
-از طریق (فاصله) یا جفت شدگی دو قطبی
-تبادل بین اوربیتال متعامد (بدون همپوشانی) در همان منطقه فضایی
-گشتاور شبکه از طریق جفت شدگی پاد فرومغناطیس از اسپین غیرمساوی مرکزی (ferrimagnetism)
به‌طور کلی آهنرباهای مولکولی به ابعاد کوچک تمایل دارد. آهنرباهای کلاسیکی که آلیاژی از آهن و دیگر مواد فرومغناطیس با قابلیت اتصال فلزی، با همهٔ اتم‌ها به همهٔ همسایه‌های نزدیک در شبکهٔ کریستالی اساساً متصل می‌شوند. پس دمای بحرانی که در آن نقطه آهنربای کلاسیکی به حالت مغناطیسی با تمایل بالا ناشی از فعل و انفعالات بین مراکز اسپین قوی است. در برخی موارد پیوند شیمیایی به یک بعد محدود شده‌است. پس تعامل بین مراکز اسپین‌ها نیز به یک بعد محدود می‌شود و ترتیب دماها بسیار پایین‌تر از فلز-آلیاژی از نوع آهنربا است. همچنین، بخش‌های بزرگی از مواد مغناطیسی اساساً مغناطیسی تر است و کمکی به گشتاور مغناطیسی خالص نمی‌کند. این جنبه از آهنرباهای مولکولی چالش‌های مهمی در جهت رسیدن به هدف نهایی (دمای اتاق) آهنربای مولکولی است. مواد کم بعد می‌تواند داده‌های تجربی ارزشمندی را برای اعتبار مدل فیزیکی مغناطیس فراهم کند (که اغلب از ابعاد پایین است، برای ساده‌سازی محاسبات)

## برنامه‌ها
آهنرباهای مولکولی در حال حاضر آزمایشگاهی باقی می‌مانند و بدون هیچ برنامه‌ای در دنیای واقعی. این عمدتاً به دلیل دمای بحرانی بسیار پایینی که مواد در آن به مغناطیس تبدیل می‌شوند است.
این نشان دهندهٔ اهمیت گشتاور مغناطیسی می‌باشد که در این مواد بسیار ضعیف است. همچنین بیان می‌دارد که آن‌ها شبیه ابر رساناها هستند که برای استفاده نیاز به خنک‌کننده دارند.